# Liz Yeraldine Marcano
Liz Yeraldine Marcano Cabeza (nacida el 3 de junio de 1992) es una karateca venezolana. Podía participar en las Sordolimpiadas, ya que el kárate está reconocido como evento deportiva en las Sordolimpiadas desde 2009.
Marcano representó a Venezuela en las Sordolimpiadas de 2013 y de 2017. Pronto se convirtió en una karateka popular en el evento multideportivo, ya que ha conseguido siete medallas en su carrera sordolímpica, cinco de ellas de oro.